# Nyer
Nyer (in catalano Nyer) è un comune francese di 169 abitanti situato nel dipartimento dei Pirenei Orientali nella regione dell'Occitania.

## Società

### Evoluzione demografica
Abitanti censiti